# Rodd vid olympiska sommarspelen 1924
Rodd vid olympiska sommarspelen 1924 avgjordes i Paris, Frankrike.

## Medaljörer
| Event                         | Guld | Silver | Brons |
| Singelsculler Detaljer...     | Jack Beresford (GBR) | William Gilmore (USA) | Josef Schneider (SUI) |
| Dubbelsculler Detaljer...     | Paul Costello och John B. Kelly, Sr. (USA) | Marc Detton och Jean-Pierre Stock (FRA)                                                                                              | Rudolf Bosshard och Heinrich Thoma (SUI) |
| Tvåa utan styrman Detaljer... | Teun Beijnen och Willy Rösingh (NED) | Maurice Bouton och Georges Piot (FRA)                                                                                                | Ingen utsedd |
| Tvåa med styrman Detaljer...  | Schweiz Édouard Candeveau Alfred Felber Émile Lachapelle                                                                                               | Italien Ercole Olgeni Giovanni Scatturin Gino Sopracordevole                                                                         | USA Leon Butler Harold Wilson Edward Jennings |
| Fyra utan styrman Detaljer... | Storbritannien Charles Eley James MacNabb Robert Morrison Terence Sanders                                                                              | Kanada Archibald Black George MacKay Colin Finlayson William Wood                                                                    | Schweiz Emile Albrecht Alfred Probst Eugen Sigg Hans Walter |
| Fyra med styrman Detaljer...  | Schweiz Emile Albrecht Alfred Probst Eugen Sigg Hans Walter Walter Lossli                                                                              | Frankrike Eugène Constant Louis Gressier Georges Lecointe Raymond Talleux Ernest Barberolle                                          | USA Robert Gerhardt Sidney Jelinek Edward Mitchell Henry Welsford John Kennedy                                                                                     |
| Åtta med styrman Detaljer...  | USA Leonard Carpenter Howard Kingsbury Alfred Lindley John Miller James Rockefeller Frederick Sheffield Benjamin Spock Alfred Wilson Laurence Stoddard | Kanada Arthur Bell Robert Hunter William Langford Harold Little John Smith Warren Snyder Norman Taylor William Wallace Ivor Campbell | Italien Antonio Cattalinich Francesco Cattalinich Simeone Cattalinich Giuseppe Crivelli Latino Galasso Pietro Ivanov Bruno Sorich Carlo Toniatti Vittorio Gliubich |

1. ↑  Den officiella rapporten visar att ett lag från Storbritannien (C. Killig and C. Southgate) placerade sig som trea, men de startade inte i finalen mot de två andra lagen och IOKs medaljdatabas tillkännager inte någon bronsmedalj åt laget.
2. ↑  IOKs medaljdatabas ger medaljen till A. Mariacher. Även den officiella rapporten tillkännager Mariacher som medaljör istället för Finlayson. Dock visar Kanadas olympiska kommitté Arkiverad 13 oktober 2007 hämtat från the Wayback Machine. enbart Finlayson som tävlande, och inte Mariacher.

## Medaljtabell
| Pl.    | Nation         | Guld | Silver | Brons | Totalt |
| ------ | -------------- | ---- | ------ | ----- | ------ |
| 1      | USA            | 2    | 1      | 2     | 5      |
| 2      | Schweiz        | 2    | 0      | 3     | 5      |
| 3      | Storbritannien | 2    | 0      | 0     | 2      |
| 4      | Nederländerna  | 1    | 0      | 0     | 1      |
| 5      | Frankrike      | 0    | 3      | 0     | 3      |
| 6      | Kanada         | 0    | 2      | 0     | 2      |
| 7      | Italien        | 0    | 1      | 1     | 2      |
|        |                |      |        |       |        |
| Totalt | Totalt         | 7    | 7      | 6     | 20     |

## Deltagande länder
- Argentina (9)
- Australien (10)
- Belgien (15)
- Brasilien (2)
- Kanada (14)
- Frankrike (23)
- Storbritannien (21)
- Ungern (7)
- Italien (17)
- Nederländerna (17)
- Polen (6)
- Spanien (10)
- Schweiz (11)
- USA (20)